# Misterioso (album)
Misterioso è un album dal vivo del pianista e compositore statunitense Thelonious Monk, con l'American jazz ensemble the Thelonious Monk Quartet,
pubblicato nel 1958.
Per capitalizzare sulla popolarità di Monk, tra i fan intellettuali e bohémien di locali come il Five Spot Café, la Riverside pubblicò Misterioso e riedizioni dei suoi vecchi dischi con copertine con opere d'arte del XX secolo. 
Nella copertina dell'album compare la riproduzione del dipinto del 1915 di Giorgio de Chirico Il Veggente, che originariamente era stato dipinto come tributo al poeta francese Arthur Rimbaud. 
Nella tela il veggente è raffigurato come un manichino senza braccia, con la bianca testa a forma di uovo ed è seduto su un plinto di legno davanti a una lavagna, sulla quale è raccontata in maniera ermetica l'avventura creativa di de Chirico.

## Tracce
Tutte le tracce sono state composte da Thelonious Monk, eccetto dove indicato.

Side 1
1. Nutty – 5:22
2. Blues Five Spot – 8:11
3. Let's Cool One – 9:16

Side 2
1. In Walked Bud – 11:20
2. Just a Gigolo (Irving Caesar, Leonello Casucci) – 2:07
3. Misterioso – 10:52

## Formazione
- Thelonious Monk – piano
- Johnny Griffin – sassofono tenore
- Ahmed Abdul-Malik – basso
- Roy Haynes – batteria